# مؤسسه ملی تحقیقات آب و علوم جوی

مؤسسه ملی تحقیقات آب و علوم جوی یا NIWA (مائوری: Taihoro Nukurangi)، یک مؤسسه تحقیقاتی سلطنتی در نیوزیلند است. NIWA که در سال ۱۹۹۲ تأسیس شد، تحقیقاتی را در مورد طیف گسترده‌ای از رشته‌های علوم محیطی انجام می‌دهد. این شبکه همچنین از شبکه‌های ملی، پایگاه داده و مجموعه‌های نظارت بر محیط زیست در سطح ملی و در مواردی نیز از اهمیت بین‌المللی برخوردار است.
تا تاریخ ۲۰۱۹، NIWA دارای ۶۹۷ کارمند بود که در ۱۴ سایت در نیوزیلند و یک سایت در پرت، استرالیا گسترش یافته‌اند. دفتر مرکزی آن در آوکلند است و دفاتر منطقه‌ای آن در هامیلتون، ولینگتون، کرایست‌چرچ، نلسون و لاودر (اوتاگو مرکزی) است. این تیم همچنین دارای تیم‌های کوچک میدانی است که بیشتر در آب‌شناسی متمرکز هستند و در خلیج بریم، دریاچه تیکاپوو، روتوروا، نیپیر، وانگانویی، گریماث، الکساندرا و دنیدن مستقر هستند. مؤسسه ملی تحقیقات آب و علوم جوی ناوگانی متشکل از ۳۰ فروند شناور برای تحقیقات آب شیرین، دریایی و جو را در اختیار دارد.

## بیانیه مأموریت
«مأموریت NIWA انجام علوم برجسته زیست‌محیطی برای امکان مدیریت پایدار منابع طبیعی برای نیوزیلند و کره زمین است.»

## تاریخ
NIWA به عنوان یک سازمان مستقل در سال ۱۹۹۲ به عنوان بخشی از ابتکار دولت برای بازسازی بخش علوم نیوزیلند تشکیل شد.
کارکنان بنیاد آن عمدتاً از بخش تحقیقات علمی، صنعتی سابق و خدمات هواشناسی تشکیل شده بودند. بخش تحقیقات شیلات وزارت کشاورزی و شیلات سابق در سال ۱۹۹۵ به NIWA پیوست.
NIWA در حال حاضر به عنوان یک شرکت با مسئولیت محدود تحت قانون مitسسات تحقیقاتی تاج (Crown Research Institute 1992

## برنامه‌های تحقیقاتی
NIWA در تحقیقات جوی، دریایی و آب شیرین - از اعماق اقیانوس تا قسمت فوقانی جو - در نیوزیلند، اقیانوس آرام، اقیانوس جنوبی و قطب جنوب گسترش یافته‌است.
تحقیقات NIWA زمینه‌های مختلفی را در بر می‌گیرد:
- آبزی پروری
- تنوع زیستی آبزیان
- امنیت زیستی آبزیان
- علوم جوی
- تغییر اقلیم
- بوم‌شناسی ساحلی
- انرژی
- شیلات
- هیدرولوژی
- زمین‌شناسی دریایی
- خطرات طبیعی (به عنوان مثال سونامی، موج طوفان، سیل، زلزله، آتشفشان)
- اقیانوس‌شناسی
- رسوب‌شناسی

پروژه‌های تحقیقاتی با همکاری آژانس‌های دولتی محلی و مرکزی، سایر موسسات تحقیقاتی تاج، صنعت، شرکت‌های تحقیقاتی خصوصی و دانشگاه‌های نیوزیلند و سایر نقاط جهان انجام می‌شود. در سالهای ۲۰۰۷–۲۰۰۸، دانشمندان NIWA بیش از ۹۷۰ همکاری داشتند و NIWA با حدود ۱۵۰ مؤسسه خارج از کشور ارتباط رسمی داشت. در نیوزلند، NIWA از طریق گروه تحقیقاتی محیط زیست مائوری ، Te Kūwaha o Taihoro Nukurangi ، با بسیاری از نهادهای مائوری (۸۵ نهاد در سال ۲۰۰۷–۰۸) روابط کاری نزدیک دارد.
بیشتر درآمد NIWA از بودجه تحقیقاتی قابل بحث و مشاوره تجاری حاصل می‌شود. تا تاریخ ۲۰۱۴، NIWA 123.8 میلیون دلار درآمد و دارایی ۱۰۳٫۶ میلیون دلار داشت.

## دانشمندان NIWA
بزرگترین سرمایه NIWA دانشمندان و تکنسین‌های آن است که از سراسر جهان می‌آیند و در زمینه‌های مختلفی از علوم جوی گرفته تا جانورشناسی تخصص دارند. در سالهای ۲۰۰۷–۲۰۰۸، NIWA 501 محقق دائمی را به کار گرفت. در سال ۲۰۱۴، محققان NIWA به بیش از ۳۵۳ نشریه علمی که توسط همتایان بررسی شده‌اند کمک کردند و بیش از ۶۳۹ مقاله علمی و مقالات کنفرانس ارائه دادند. در سال ۲۰۰۷، ۱۲ دانشمند آب و هوا NIWA - گرگ بودکر، مت دون، راد هندرسون، دارن کینگ، کیت لاسی، دیوید لوو، برت مولان، کات اوشوگیسی، گای پنی، جیم رنویک، جیم سالینجر و دیوید ورت - صلح نوبل را به اشتراک گذاشتند جایزه با سایر مشارکت کنندگان در هیئت بین دولتی تغییر اقلیم.
دانشمندان NIWA همچنین در آموزش دانشمندان آینده (نظارت بر ۴۱ دانشجوی دکتری و ۱۰ دانشجوی کارشناسی ارشد در سال 2007-08) و در ارتباط عمومی با گفتگو در مورد دانش خود با گروه‌های جامعه، کودکان مدرسه، رسانه‌ها و عموم مردم نقش دارند. آنها همچنین در دوره‌های آموزشی توسعه حرفه ای برای آژانس‌های محیط زیست در نیوزیلند و اقیانوس آرام جنوبی شرکت می‌کنند.

## امکانات تحقیقاتی
امکانات تحقیقاتی گسترده NIWA شامل موارد زیر است:
- یک آزمایشگاه گاز که از کروماتوگرافی گازی و طیف‌سنجی جرمی برای ارزیابی ترکیب گازها و ایزوتوپ‌های آنها در نمونه‌های هوا و آب و تجزیه و تحلیل ایزوتوپ مواد جامد استفاده می‌کند
- یک آزمایشگاه اکوتوکسیولوژی برای ارزیابی اثرات آلاینده‌ها - مانند فلزات سنگین، سموم دفع آفات و مواد زائد - بر موجودات آبزی
- امکانات تحقیق در زمینه پرورش آبزیان در خلیج Bream در Northland و در Mahanga Bay, Wellington
- یک آزمایشگاه تحقیقاتی در جو بالایی واقع در Lauder, Central Otago، نیوزیلند
- علاوه بر این، NIWA همچنین مجموعه ای از ابزارهای سنجش از راه دور در محل Arrival Heights، جزیره راس، قطب جنوب (همراه با قطب جنوب نیوزیلند) را اداره می‌کند.

### آزمایشگاه تحقیقات جوی Lauder

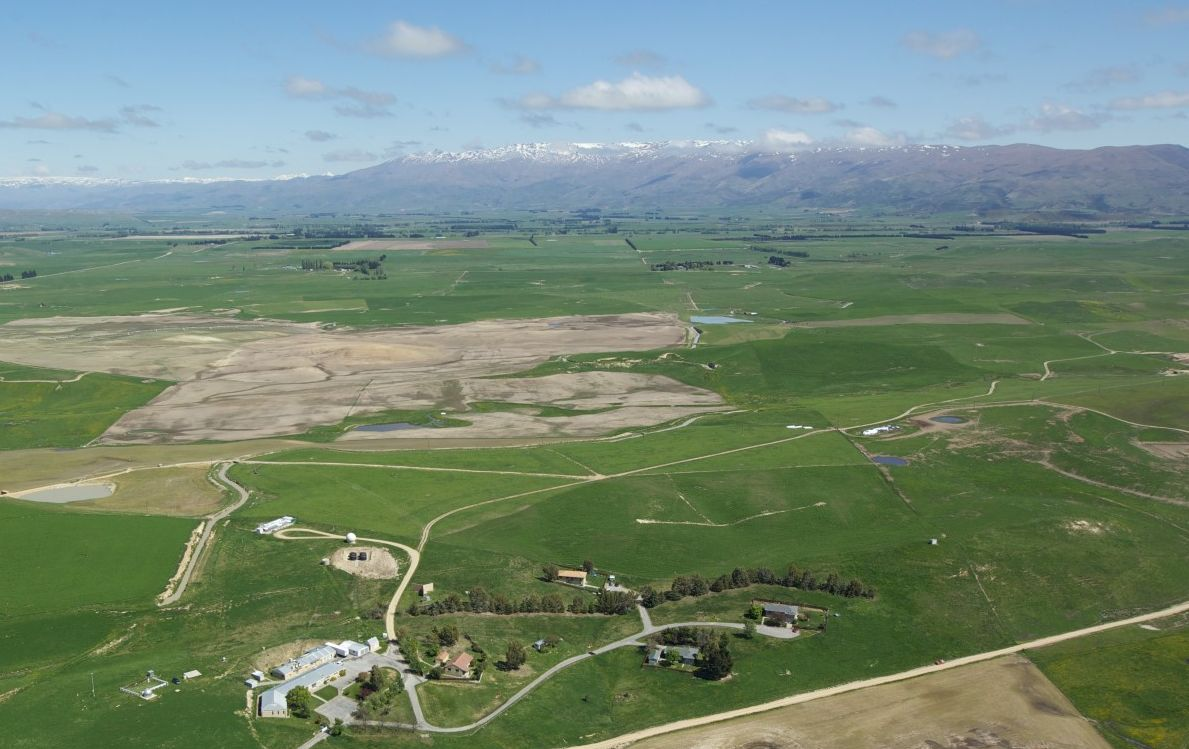
آزمایشگاه تحقیقات جوی Lauder

آزمایشگاه تحقیقات جوی NIWA Lauder اندازه‌گیری‌های جوی را به منظور مشاهده و درک بهتر فعل و انفعالات بین استراتوسفر، تروپوسفر و آب و هوای جهانی انجام می‌دهد. این امر از طریق اندازه‌گیری ازن، تابش خورشید، ذرات معلق در هوا و گازهای گلخانه ای حاصل می‌شود.
تقریباً ۱۰ کارمند (دانشمند و تکنسین) در این آزمایشگاه مشغول به کار هستند (دسامبر ۲۰۱۵).

#### محل
Lauder (45.04S، 169.68E، 370) m asl) ۳۳ قرار دارد کیلومتری شمال شرقی الکساندرا، در جزیره جنوبی نیوزیلند.
این مکان به دلیل افق کم منطقه، آسمان صاف، جو خشک و موقعیت جغرافیایی جنوبی برای آزمایشگاه انتخاب شده‌است.

#### تاریخچه تحقیق
یک آزمایشگاه تحقیقاتی با هدف مشاهده شفق قطبی در سال ۱۹۶۱ در Lauder تأسیس شد.
در اواسط دهه ۷۰، Lauder یک ایستگاه ردیابی زمینی برای گروه ماهواره ای «ماهواره‌های بین‌المللی برای مطالعات یونوسفر» (داعش (ماهواره)) بود.
در اواخر دهه ۱۹۷۰ تحقیقات تمرکز خود را به استراتوسفر منتقل کردند. این تغییر به دلیل ترس از کاهش اوزن در اثر گازهای تولید شده و با کشف سوراخ ازن صورت می‌گرفت. لودر شروع به اندازه‌گیری اشعه ماورا بنفش، ازن و سایر گازهای مرتبط با تخریب ازن کرده بود.
از دهه ۱۹۹۰ لودر همچنین اثرات تخریب ازن بر تابش اشعه ماورا بنفش خورشید را کنترل کرده‌است.
اخیراً، تحقیقات در Lauder بر روی فعل و انفعالات بین تغییر آب و هوا و تخریب ازن متمرکز شده‌است و Lauder اکنون بیشتر گازهایی را که به تغییرات آب و هوایی کمک می‌کنند اندازه‌گیری می‌کند.
مدل‌های رایانه ای برای پیش‌بینی تغییرات جوی آینده نیز در Lauder ساخته شده‌است و اندازه‌گیری‌های جوی در Lauder در مدل‌های آب و هوایی در سراسر جهان استفاده می‌شود.

#### اندازه‌گیری‌ها
اندازه‌گیری جو در لودر را می‌توان درجا و از طریق سنجش از دور انجام داد.
اندازه‌گیری‌های درجا بیشتر در سطح زمین انجام می‌شود. با این حال بالن‌ها به صورت هفتگی پرتاب می‌شوند و از طریق جو تا ارتفاع تقریبی ۳۰ اندازه‌گیری درجا انجام می‌دهند کیلومتر داده‌های بدست آمده از این بالون‌ها، پروفیل‌های جوی دما، فشار، بخار آب و ازن را قادر می‌سازد.
یکی از روش‌های اندازه‌گیری سنجش از دور در Lauder از یک سیستم LIDAR برای تولید پروفیل‌های ازن تا ۱۰۰ استفاده می‌کند کیلومتر در ارتفاع. LIDAR دیگر، آئروسل‌های موجود در جو را تا ۵۰ اندازه‌گیری می‌کند کیلومتر در ارتفاع. سنجش از دور دیگر در لودر از طیف‌سنج‌های UV / Vis و FTIR برای اندازه‌گیری گازهای کمیاب در جو استفاده می‌کند.
اندازه‌گیری‌های Lauder برای کالیبراسیون ماهواره‌هایی مانند OCO-2 و GOSAT نیز مورد استفاده قرار می‌گیرد.

#### اهمیت
آزمایشگاه تحقیقات لادر جوی است که به خوبی در سراسر جهان بین‌المللی تحقیقات جوی از طریق مشارکت خود را در شبکه بین‌المللی برای تشخیص جوی ترکیب تغییر (NDACC)، شناخته شده BSRN, TCCON, و GCOS مرجع بالا شبکه هوایی (GRUAN).
لودر اندازه‌گیری‌های طولانی مدت زیادی را انجام می‌دهد، از جمله طولانی‌ترین سری زمانی دی‌اکسید نیتروژن در جهان.
این آزمایشگاه در منطقه پراکنده داده در جهان واقع شده‌است. اقیانوس‌های نیمکره جنوبی و منطقه قطب جنوب نقش مهمی در سیستم آب و هوایی جهانی دارند و بنابراین اندازه‌گیری‌های انجام شده در Lauder برای جامعه علمی جهانی ارزشمند است.
اندازه‌گیری تشعشعات خورشیدی در Lauder در مطالعات مربوط به اثرات اشعه ماورا بنفش بر سلامت انسان و در صنایع خورشیدی و ساختمان استفاده می‌شود

## کشتی‌های NIWA

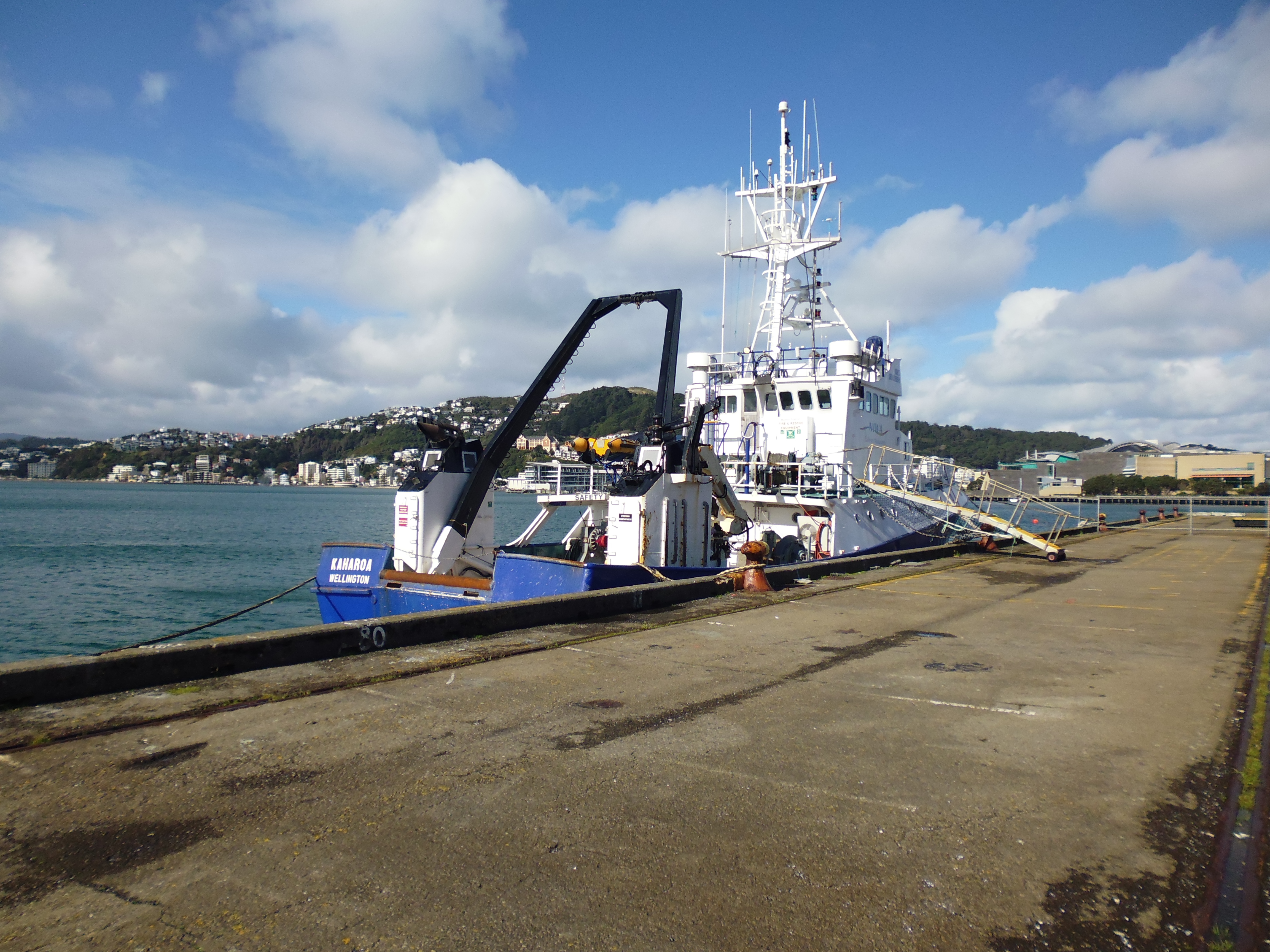
کهاراو در ولینگتون پهلو گرفت

از مهمترین ۳۰ کشتی NIWA کشتی تحقیقاتی ۷۰ متری آب عمیق RV <i id="mw8g">Tangaroa</i> ، تنها کشتی تحقیقاتی تقویت شده از یخ در نیوزیلند است. ۲۸ متری RV Kaharoa عمدتاً برای تحقیقات ساحلی مورد استفاده قرار می‌گیرد، اما برای استقرار شناورهای آرگو که از اقیانوس نمایان می‌شوند، از شیلی تا موریس فراتر رفته‌است.

## عملکرد محاسبات با عملکرد بالا
اخیراً در سال ۲۰۱۸، NIWA 3 ابررایانه قدرتمند Cray به نام Mahuika, Maui و Kupe را سفارش داده و HPCF (تسهیلات محاسباتی با عملکرد بالا) را تشکیل داده‌است. HPCF قادر به پردازش بیش از دو هزار تریلیون محاسبه در ثانیه است. ۲ از ۳ ابر رایانه Cray (Mahuika و Maui) در پردیس Wellington NIWA واقع شده‌اند، در حالی که Kupe در مرکز داده دانشگاه Tamaki واقع شده‌است. این تحقیق همچنین از قبیل تجزیه و تحلیل اطلاعات ژنتیکی، مدل‌سازی تأثیر تغییرات آب و هوایی و پیش‌بینی خطرات مربوط به آب و هوا منجر می‌شود.

## مشخصات فنی
مشخصات دقیق HPCF را می‌توان در اینجا یافت.

## شبکه‌های نظارت بر محیط زیست
NIWA مجموعه ای از شبکه‌های نظارتی را جمع‌آوری می‌کند که داده‌های زیست‌محیطی طولانی مدت را جمع‌آوری می‌کند، از جمله اطلاعات آب و هوا، سطح دریا، جریان رودخانه، کیفیت آب و توزیع ماهیان و زیستگاه‌های آب شیرین.
از تاریخ ۱ اوت ۲۰۰۸، NIWA دارای ۱۳۳۹ ایستگاه عملیاتی در شبکه‌های نظارت بر آب و هوا و آب بود که در سراسر نیوزیلند، از جمله جزایر چاتهام گسترش یافته‌است. NIWA همچنین داده‌های بیش از ۳۰۰۰ ایستگاه بسته را نگهداری می‌کند، که بسیاری از آنها دارای سوابق قابل استفاده طولانی هستند. به عنوان مثال شبکه ملی کیفیت آب از سال ۱۹۷۰ در ۷۷ سایت فعالیت می‌کند. اکنون می‌تواند روند طولانی مدت در کیفیت آب را نشان دهد.

## داده‌های محیطی
NIWA چندین پایگاه داده حاوی سوابق طولانی مدت داده‌های زیست‌محیطی و سوابق گونه‌ها را نگهداری می‌کند. به عنوان مثال ، پایگاه داده ملی آب و هوا شامل بیش از ۲۵۰ میلیون اندازه‌گیری فردی (تا تاریخ اوت ۲۰۰۸)، با سوابق مربوط به دهه 1850. بانک اطلاعات ماهیان شیرین نیوزیلند وقوع ماهیان را در آبهای شیرین نیوزیلند، از جمله جزایر مهم دریایی، و جزئیات زیستگاه آنها ثبت می‌کند. تا تاریخ ژوئن ۲۰۰۹، پایگاه داده شامل بیش از ۲۸۰۰۰ رکورد بود. از جمله، این پایگاه‌ها برای شناسایی روندهای جغرافیایی و زمانی در وضعیت محیط مورد استفاده قرار می‌گیرند.

رکورد دی‌اکسید کربن اتمسفر از Baring Head, Wellington از ۱۹۷۷ تا ۲۰۰۷. منبع: مرکز تجزیه و تحلیل اطلاعات دی‌اکسید کربن، آزمایشگاه ملی اوک ریج، وزارت انرژی ایالات متحده، اوک ریج، تن، ایالات متحده آمریکا

NIWA طولانی‌ترین رکورد مداوم غلظت CO 2 در جو را در نیمکره جنوبی دارد که از دهه ۱۹۷۰ در Baring Head، نزدیک Wellington اندازه‌گیری شده‌است. همراه با اندازه‌گیری‌های معادل از نیمکره شمالی، که در رصدخانه Mauna Loa در هاوایی گرفته شده‌است، این سوابق برای مدل‌سازی اثرات CO 2 جو بر آب و هوای جهانی استفاده می‌شود.
اطلاعات موجود در پایگاه‌های داده NIWA بسیار مورد تقاضا است. به عنوان مثال، در سال مالی ۲۰۰۷–۲۰۰۸، NIWA به بیش از ۳۵۰ ۰۰۰ درخواست برای داده از پایگاه داده خود پاسخ داد. در ژوئیه ۲۰۰۷، NIWA اجازه دسترسی رایگان آنلاین به داده‌های بایگانی شده در مورد آب و هوا، سطح دریاچه‌ها، جریان رودخانه، سطح دریا، کیفیت آب و ماهیان آب شیرین را داد.

## مجموعه بی مهرگان NIWA
مجموعه بی مهرگان NIWA بزرگترین مخزن نمونه‌های بی مهرگان دریایی (حیوانات بدون ستون فقرات) از منطقه نیوزیلند، جنوب غربی اقیانوس آرام و دریای راس (قطب جنوب) است. این نمایندگان تقریباً همه فیلها در منطقه نیوزلند را در خود جای داده‌است. این مجموعه در ۵۰ سال گذشته جمع‌آوری شده و همچنان در حال رشد است، چندین میلیون نمونه از ارگانیسم‌های تک سلولی گرفته تا مرجان‌های غول پیکر را در خود جای داده‌است. تا تاریخ ۲۰۱۵، این شامل بیش از ۲۱۰۰ نوع نمونه از گونه‌های جدید علوم (۸۰۰ هولوتیپ و ۱۳۰۰ پاراتیپ) است. این مجموعه توسط دانشمندان، معلمان و روزنامه نگاران در سراسر نیوزیلند و جهان استفاده می‌شود.

## مرکز خطرات طبیعی
در سال 2002 NIWA با همکاری م Instituteسسه علوم زمین‌شناسی و هسته ای مرکز خطرات طبیعی را به عنوان منبع نیوزیلند برای کلیه اطلاعات و مشاوره در مورد خطرات ایجاد کرد. این مرکز سیستم‌هایی را برای نظارت و پیش‌بینی خطرات زیر ایجاد می‌کند: زمین لرزه، سونامی، سیل، طوفان، رانش زمین، جاری شدن سیل در سواحل و امواج، فرسایش سواحل و آتشفشان‌ها.